# Polyplax asiatica
Polyplax asiatica är en insektsart som beskrevs av Ferris 1923. Polyplax asiatica ingår i släktet Polyplax och familjen ledlöss. Inga underarter finns listade i Catalogue of Life.